# آر (گار)
آر (به فرانسوی: Arre) یک کمون در فرانسه است که در گار واقع شده‌است. آر ۷٫۲۶ کیلومتر مربع مساحت دارد ۳۲۷ متر بالاتر از سطح دریا واقع شده‌است.